# 羅昌憲
羅 昌憲（ら しょうけん、ナ・チャンホン、나창헌、1896年1月29日 - 1936年6月26日）は、朝鮮の独立活動家。本貫は羅州羅氏。
平安北道熙川郡出身。1919年の三・一運動当時、京城医学専門学校在学中だったが、学生代表として運動に参加した。以後安在鴻の青年外交団に加入し、李堈亡命を企てた大同団事件に関与し服役した。
出獄後に上海市に渡って韓国労兵会で働いた。韓国労兵会は金九と呂運亨が組織した武装独立運動団体である。以後大韓民国臨時政府に身を捧げて、警務局長、臨時議政院議員などを務めた。1925年に大統領李承晩に対する弾劾案を提出し、上海市から外交路線を広げる李承晩系列の反対派として活動した。
1926年には上海内で密偵除去と大日本帝国機関破壊を目的にする武装抵抗運動団体丙寅義勇隊を結成した。当時上海では日本が朝鮮人を密偵として雇い独立活動家を逮捕する事が頻発していたからである。この団体には羅昌憲の兄弟も加わった。丙寅義勇隊は4月8日に上海日本総領事館爆弾投擲事件を起こし、9月5日にまた直接日本総領事館に爆弾を投げる第2次爆弾投擲事件を起こした。
彼は日本警察の執拗な捜査にもかかわらず逮捕されず、中国四川省で万県医院を運営し、1936年に41歳で病死した。
1963年に建国勲章独立章が追贈された。

## 参考サイト
- 大韓民国国家報勲処, 이 달의 독립 운동가 상세자료 - 나창헌, 2001년